# Amboré
Amboré ou Aimoré (Bathygobius soporator) é um peixe existente no Oceano Atlântico. 
Possui nadadeira ventral numa só peça, dotada de uma espécie de ventosa central com a qual prende-se às pedras. É um peixe pequeno sem uso alimentício para os humanos, tem sobre o corpo uma mucilagem, o que lhe valeu, em certas regiões, o nome popular de babosa. Vive entre pedras, alimentando-se de crustáceos e outros invertebrados marinhos.
Seu nome, bem como seus sinônimos (moréia, amboré, aimoré, amoréia, arammaré, amoré, amoré-guaçu, ximboré), vêm do tupi amoré.